# カメイ
カメイ株式会社（英: KAMEI CORPORATION）は、宮城県仙台市青葉区に本社を置く日本の商社。1903年に創業。石油・LPガスなどエネルギー関連を中心に、食料品や酒類・住宅設備機器・損害保険・薬局などの事業を展開している。

## 沿革
- 1903年（明治36年）- 初代社長亀井文平、宮城県塩釜にて石油、雑貨、砂糖、洋粉等の販売業を始める。
- 1908年（明治41年）- 日本石油（現・ENEOS）と特約販売契約を締結。石油製品の本格販売開始。
- 1919年（大正8年）- 酒類販売開始。
- 1925年（大正14年）- 宮古出張所設置。これ以降、三陸沿岸に営業所を次々と設置。 海上向け販売の基盤となる。
- 1932年（昭和7年）- 株式会社亀井商店に改組。自動車および部品の販売開始。
- 1933年（昭和8年）- 麒麟麦酒（キリンビール）と特約販売契約を締結。のちに酒類販売の柱となる。
- 1936年（昭和11年）- 米国スタンダード・ヴァキューム石油会社日本支社（現・ENEOS）と特約販売契約を締結。
- 1937年（昭和12年）
  - 亀井運蔵が2代目社長に就任。
  - 東北セメント（現・太平洋セメント）と特約販売契約を締結。セメント類の販売開始。
- 1949年（昭和24年）- ガソリンスタンドの運営を開始。
- 1953年（昭和28年）- 富士運輸倉庫（現・カメイ物流サービス）を設立。陸上運輸業務を開始。
- 1954年（昭和29年）- 大船渡輸入基地完成。石油輸入外貨割当を受け、重油直輸入開始。
- 1955年（昭和30年） 
  - 日本石油瓦斯（現・ENEOSグローブ）と特約契約を締結。プロパンガスの販売を開始。
  - 日本ダンロップ護謨（現・住友ゴム工業）と特約店契約を締結し、タイヤ販売を開始。
- 1956年（昭和31年） 
  - 亀井商事（現・カメイ商事）を設立。
  - 仙台トヨペット販売（現・仙台トヨペット）を設立。
- 1965年（昭和40年）- 本社を仙台市に移転。
- 1973年（昭和48年）- 貿易事業への進出、国際化への対応のため、海外法人カメイ・ショウテン・オブ・アメリカを設立。
- 1974年（昭和49年）- 本社ビル竣工。
- 1977年（昭和52年）- 保険事業部を設置。損害保険の取扱いを開始。
- 1978年（昭和53年）- 亀井文蔵が3代目社長に就任。
- 1979年（昭和54年）- 通信機器販売課を設置。情報機器の販売を開始。
- 1982年（昭和57年）- 株式会社カメイスポーツ（現・カメイ・プロアクト）を設立。
- 1985年（昭和60年） 
  - カメイ株式会社に社名変更。CI（コーポレート・アイデンティティ）を導入。
  - コンピュータ・オンラインネットワーク（K-NET）稼働開始。
- 1986年（昭和61年）- 東京証券取引所第二部上場。
- 1988年（昭和63年）- 東京証券取引所第一部上場。
- 1989年（平成元年） 
  - カメイオート、カメイオート北海道設立。
  - グリーンマート・カメイを設立。
- 1993年（平成5年）- 亀井昭伍が4代目社長に就任。
- 1994年（平成6年）- カメイ商事に旅行事業部（カメイトラベル）を設置。
- 1999年（平成11年）- 全国カメイ特約販売店会設立。山形トヨペットの株式を取得。
- 2000年（平成12年）- ファーマシー事業課を設置。調剤薬局事業を開始。
- 2003年（平成15年） 
  - 創業100周年を迎える。
  - 亀井文行が5代目社長に就任。
- 2005年（平成17年）- 東北ガスの株式を取得。都市ガス事業を開始。
- 2007年（平成19年） 
  - サンプラザの株式を取得。
  - Santouka Kamei Singapore Pte. Ltd.を設立。
- 2008年（平成20年） 
  - オーシマ（現・オーシマ小野商事）の株式を取得。
  - 池光エンタープライズの株式を取得。
  - 栃木液化ガスの株式を取得。
  - 小野商事（現・オーシマ小野商事）の株式を取得。
  - ミツモト商事の株式を取得。
  - 遠藤薬局の株式を取得。
- 2009年（平成21年） 
  - ウイングエースの株式を取得。
  - Santouka Kamei Canada Foods Ltd.を設立。
  - まろんの株式を取得。
- 2010年（平成22年） 
  - 組織改編を実施。
    - エネルギー本部燃料部、住環境部、オフィスサポート事業部、ファイナンシャル事業部を廃止し、法人営業部、ホーム事業部、建設資材部を新設。
    - エネルギー本部サービス・ステーション部をカーライフ事業部に改称。

  - 水戸薬局の株式を取得。
  - 三興メイビスの株式を取得。
  - 樋口米穀の株式を取得。
  - ヴィントナーズの株式を取得。
- 2011年（平成23年） 
  - 沖縄オフィスを設置。
  - アイムの株式を取得。
  - アグリを設立。
  - Imei(Exim)Pte. Ltd.の株式を取得。
- 2012年（平成24年) 
  - KCセントラル貿易を設立。
  - フィットネスプロモーションの株式を取得。
  - Wanoba Group Inc.（現・Kamei North America Co., Ltd.）およびエービス・グループ（現・KCセントラル貿易）の株式を取得。
  - アメリカ合衆国のショッピングセンターチェーン、 ミツワマーケットプレイスの株式を取得。
- 2013年（平成25年） 
  - 創業110周年を迎える。
  - ありす薬局の株式を取得。
  - オアシーズの株式を取得。
  - 大規模太陽光（メガソーラー）発電事業を開始。
  - エムシーエスの株式を取得。
  - 仙台うみの杜水族館の運営会社として設立された仙台水族館開発に在仙企業の1社として出資[2][3]。
- 2014年（平成26年）- 新基幹システム稼働開始。
- 2015年（平成27年） 
  - Lee Huat Yap Kee Pte. Ltd.および同社グループ会社3社（LHYK Marine Pte. Ltd.、Translub Marine Pte. Ltd.、Lee Huat Yap Kee & Co. Pte. Ltd.）の株式を取得。
  - 仙台うみの杜水族館開業（三井物産、カメイ、横浜八景島、ユアテック、河北新報社、仙台三越ならびに民間都市開発推進機構による共同出資事業）。
- 2016年（平成28年）
  - エイエム・ファーマシーの株式を取得。
  - 仙台市体育館のネーミングライツ（命名権）を取得。（名称：カメイアリーナ仙台）
- 2017年（平成29年） 
  - サンエイト貿易の株式を取得。
  - コダマおよびアンジェリーナの株式を取得。
  - 板東薬品の株式を取得。
- 2018年（平成30年）
  - M2メディカルの株式を取得。
- 2023年（令和5年）
  - 亀井昭男が6代目社長に就任。

## 事業所
- 支店 25カ所
- オフィス 1カ所
- 営業所 43カ所
- ガソリンスタンド 281カ所（直営78カ所、特約店203カ所）
- 油槽所 34カ所
- ガスターミナル 16カ所
- オートガス・スタンド 7カ所
- 食料流通センター 3カ所
- 調剤薬局 107店舗（直営50店舗、グループ57店舗）
- グリーンマート 1店舗
- 関係会社 72社（国内法人56社、海外法人16社）

## 主な関連会社
- カメイ物流サービス株式会社
- 仙台トヨペット株式会社
- 山形トヨペット株式会社
- カメイ商事株式会社
- パーソルテンプスタッフカメイ株式会社
- カメイ・プロアクト株式会社
- カメイオート株式会社
- カメイオート北海道株式会社
- オリックスレンタカー・カメイ株式会社
- 株式会社オーシマ小野商事
- ミツモト商事株式会社
- 株式会社樋口米穀
- 株式会社遠藤薬局
- 株式会社まろん
- 株式会社水戸薬局
- 株式会社アイム
- 株式会社板東薬品
- M2メディカル株式会社
- カメイエンジニアリング株式会社
- サンプラザ株式会社
- 株式会社池光エンタープライズ
- ウイングエース株式会社
- 株式会社ヴィントナーズ
- アグリ株式会社
- 三興メイビス株式会社
- KCセントラル貿易株式会社
- 東北ガス株式会社
- 栃木液化ガス株式会社
- 株式会社トヨタレンタリース仙台
- 株式会社ジェームス仙台
- 仙山テクノクラフト株式会社
- 株式会社フィットネスプロモーション
- 富士オイルサービス株式会社
- 株式会社パシフィック
- 塩釜石油基地防災株式会社
- 株式会社宮城テレビ放送
- コダマ
- Kamei North America Co., Ltd.
- Mitsuwa Corporation
- YNJ, LLC
- Central Boeki U.S.A., Ltd.
- Katagiri & Co., Inc.
- Central Boeki Calif., Ltd.
- Santouka Kamei Canada Foods Ltd.
- Kamei Singapore Pte. Ltd.
- Imei(Exim)Pte. Ltd.
- Santouka Kamei Singapore Pte. Ltd.
- Lee Huat Yap Kee Pte. Ltd.
- LHYK Marine Pte. Ltd.
- Translub Marine Pte. Ltd.
- Lee Huat Yap Kee & Co. Pte. Ltd.
- Qingdao Saint Sports Co., Ltd.
- Sanko Mabis (Beijing) Corporation

## 地域貢献
- 公益財団法人カメイ社会教育振興財団
- 公益財団法人亀井記念財団
- 社会福祉法人「やすらぎ会」
- 公益財団法人オイスカ

地域スポーツ貢献
- 東北楽天ゴールデンイーグルス
- ベガルタ仙台
- カメイカップ東北ユースサッカー選抜大会

## 旧亀井邸
塩竈市には亀井文平が建てた和洋折衷建築の屋敷『旧亀井邸』が残されており、観光施設として開放されている。
契約先の日本石油の社章がコウモリだったことから、屋敷のふすまの引き手にコウモリをかたどった特注品が使われている。